# Magumeri
Magumeri est une ville et une zone de gouvernement local de l'État de Borno au Nigeria,.